# ムハンマド・アル＝ビーシー
ムハンマド・アル＝ビーシー（Mohamed Eid Naser Al-Bishi、1987年5月3日 - ）は、サウジアラビアの元サッカー選手。元サウジアラビア代表。ポジションはディフェンダー。

## 経歴
2006 FIFAワールドカップのメンバーに選ばれたが、出場機会は無かった。2010年10月にサウジアラビア代表デビュー。2014年までに10試合に出場した。

## 代表歴

### 出場大会
- サウジアラビア代表
  - 2006 FIFAワールドカップ

### 試合数
- 国際Aマッチ 10試合 0得点（2010年-2014年）[1]

| サウジアラビア代表 | 国際Aマッチ | 国際Aマッチ |
| 年                 | 出場        | 得点        |
| ------------------ | ----------- | ----------- |
| 2010               | 5           | 0           |
| 2011               | 0           | 0           |
| 2012               | 1           | 0           |
| 2013               | 2           | 0           |
| 2014               | 2           | 0           |
| 通算               | 10          | 0           |